# Valentino Riroroko Tuki
Valentino Riroroko Tuki, né le 13 février 1932 et mort le 29 juillet 2017, est un prétendant au trône Rapa Nui de l'île de Pâques. Il est le petit-fils du dernier roi Simeón Riro Kāinga, décédé en 1899 et appartient au clan Miru, descendants du fondateur et premier Ariki et roi de Rapa Nui, le légendaire Hotu Matua,.

## Biographie
Riroroko est né le 13 février 1932 sur l'île de Pâques. Il est le fils de Juan Riroroko, le plus jeune fils de Riro Kāinga,, et Luisa Tuki. Il épouse Andrea Servia en 1953.
En tant que petit-fils aîné du dernier roi de Rapa Nui, le titre appartenait à Jacobo Riroroko, qui, étant âgé et alité avec une maladie, le transmet à son jeune frère Valentino Riroroko. Il est couronné roi le 8 août 2011, lors d'une cérémonie officielle devant la mairie de Rapanui en présence du gouverneur local représentant le gouvernement chilien. Le Parlement Rapa Nui, un organisme local non reconnu par le gouvernement chilien, utilise cela en sa faveur pour tenter de contraindre Riroroko et le gouvernement chilien à respecter leur programme d'indépendance, parlant souvent au nom du roi sans sa permission. 
Poursuivant la lutte de ses ancêtres, Riroroko avance l'idée que l'Île de Pâques devrait être un pays à part entière, séparé du Chili. Dans le Griffith Journal of Law & Human Dignity, Leonardo A. Crippa écrit : « Bien que le couronnement de Riroroko puisse être considéré comme simplement symbolique, il peut s'avérer essentiel aux efforts globaux de la nation Rapa Nui pour reconstruire son gouvernement et reprendre le contrôle de son territoire ».
Riroroko apparait dans le documentaire de 2014 Treasures Decoded: Easter Island Heads, dans lequel il demande le retour du Hoa Hakananai'a du British Museum.
Il est décédé le 29 juillet 2017 et est enterré sur le territoire du clan Miru à côté d'Ahu Tereruti, la plate-forme cérémonielle appartenant à son arrière-grand-père. Son épouse Andrea est décédée deux ans plus tard, en 2019.